# Fernand Auwera
Fernand Auwera (pseudonyme de Ferdinand Van der Auwera), né le 26 novembre 1929 à Anvers (Belgique) et mort le 27 octobre 2015, est un écrivain et scénariste belge.

## Biographie
Comme scénariste, Fernand Auwera a surtout travaillé pour Robbe De Hert (quatre longs métrages entre 1980 et 2000) et en 1995 a été dialoguiste pour Emile Degelin.

## Œuvre
- De weddenschap (1963)
- Het manneke en de roestige ridders (1963)
- Het manneke en de zielige zeerovers (?)
- Het manneke en de grimmige goochelaar (?)
- De donderzonen (1964)
- De koning van de bijen (1966)
- Mathias 't kofschip (1967)
- In memoriam A.L. (1968)
- Vogels met rode beulskoppen (1968)
- Schrijven of schieten (1969)
- Geen daden maar woorden (1970)
- Zelfportret met gesloten ogen (1973)
- We beginnen de dag opgeruimd en lopen rond de tafel (1974)
- Piet Van Aken (1974)
- Bloemen verwelken, schepen vergaan... (1976)
- Zonder onderschriften, 'n kleurboek voor volwassenen (1977)
- De nachtridders (1978)
- Ik wou dat ik een marathonloper was (1978)
- Cowboy spelen (1980)
- Uit het raam springen moet als nutteloos worden beschouwd (1983)
- Huilen met de pet op (1984)
- Mooie, gekwetste ziel (1984)
- Chantage (1985)
- De gnokkel (1985)
- Engagement of escapisme? (1985)
- Het Antwerps kroegenboek (1986)
- De toren van Babel is geen puinhoop (1986)
- Marc Sleen (1987)
- Zeer slordig woordenboek (1987)
- Wachttijd (1989)
- Een duidelijk maar doodlopend spoor (1990)
- Memoires van een afwezige (1982)
- Schrijvers drinken om helder te blijven (1992)
- Tedere schade (1993)
- Cultuurstad Antwerpen (1993)
- De nachten van Andreas Richter (1994)
- Een hart in het lijf (1995)
- De man in de stoel en andere novellen (1996)
- Een hond van Vlaanderen (1996)
- De katten van Krakau (1997)
- Antwerpen centraal (1998)
- Willem Elsschot (1999)
- Vliegen in een spinneweb (2001)

## Filmographie (comme scénariste)
- 1978 : De weddenschap (TV)
- 1980 : De Witte van Sichem (Filasse)
- 1982 : Maria Danneels (of het leven dat we droomden)
- 1991 : Elias of het gevecht met de nachtegalen
- 1995 : De ooggetuige
- 1997 : Gaston's War
- 2000 : Lijmen/Het been